# Voorhout

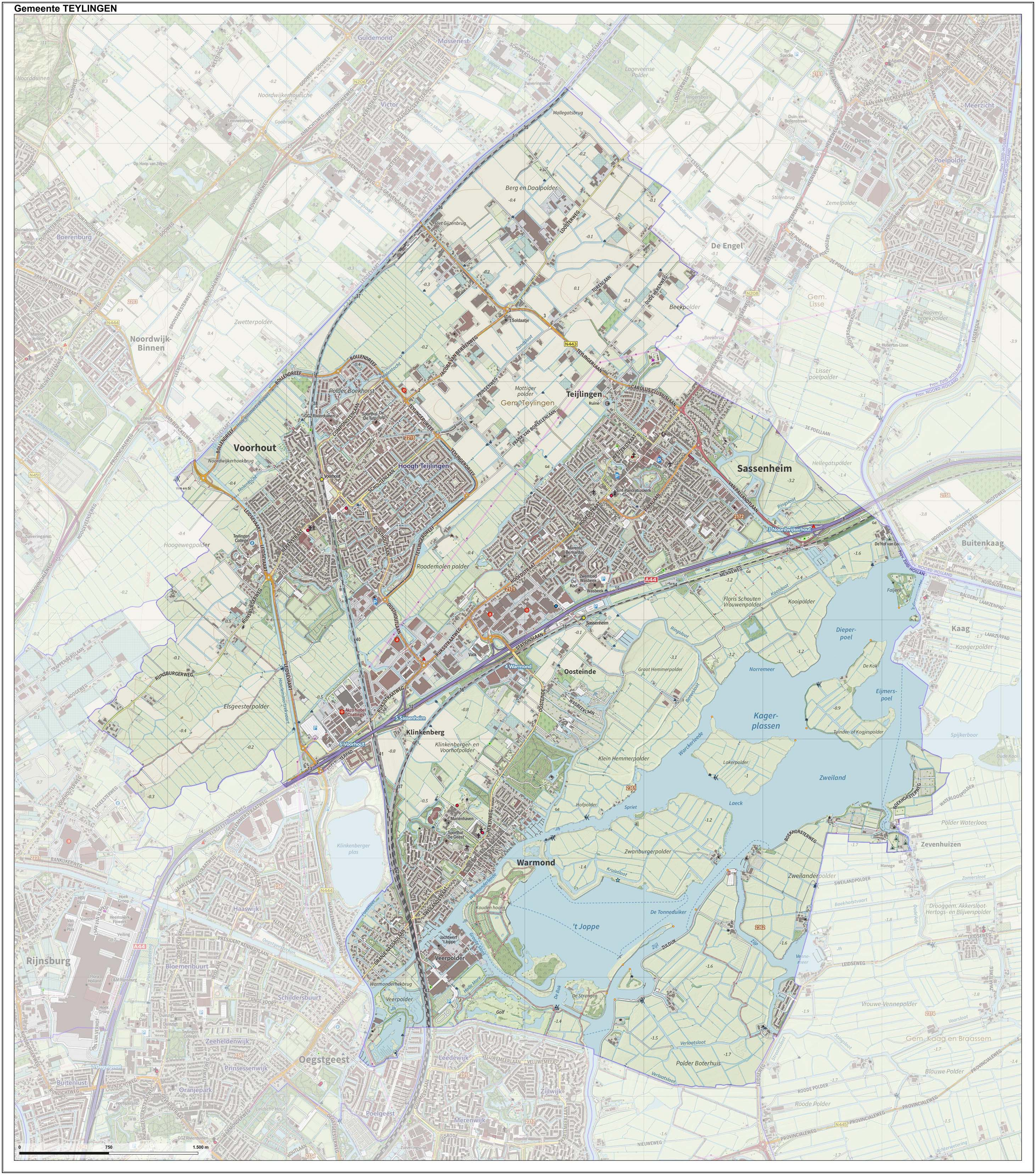
Topografische kaart van de gemeente Teylingen waar Voorhout onderdeel van is

Voorhout is een dorp in de gemeente Teylingen in de Nederlandse provincie Zuid-Holland. Voorhout kent 17.280 inwoners (1 januari 2023) en heeft een oppervlakte van 12,62 km². Het dorp ligt in de Bollenstreek, ten noorden van Leiden.
De plaats is op 1 januari 2006 met Sassenheim en Warmond samengegaan in de nieuwe gemeente Teylingen. Voordien was het zelfstandig en telde het 14.972 inwoners (1 augustus 2005). Het dorp groeit al enkele decennia zeer snel, vanwege de bouw van nieuwbouwwijken, zoals Oosthout, Hoogh Teylingen en Hooghkamer. Binnen de gemeente Teylingen is het de grootste plaats qua inwonersaantal. De gemeenteraad ging in 2024 akkoord met de bouw van 1.300 woningen voor de nieuwbouwwijk Nieuw Boekhorst.
In het Voorhoutse deel van de gemeente Teylingen liggen ook nog de buurtschappen Piet Gijzenbrug (gedeeltelijk) en Teijlingen, dat zijn naam dankt aan slot Teylingen dat zich bij buurtschap bevindt.
Het bestuurscentrum van de gemeente Teylingen bevindt zich in het oude gemeentehuis van Voorhout, vlak bij het spoorwegstation aan het Raadhuisplein. Het gemeentekantoor bevindt zich in Sassenheim aan de Wilhelminalaan.

## Geschiedenis en etymologie

### Etymologie
De oudste vermelding van Voorhout is een brief die stamt uit 988. In die brief staat dat graaf Dirk II van Holland de kerk van "Foranholte" (de oude naam van Voorhout) schenkt aan de abdij van Egmond. Het tweede deel van de naam -holte of -hout is een verwijzing naar het duingebied dat toen zeer bosrijk geweest moet zijn en waar aan de randen nederzettingen verrezen, zoals ook Noordwijkerhout en Sassenheim dat hebben. In deze tijd maakte men onderscheid tussen een "woud" voor een laagstammig - en dus voor de mens onbegaanbaar - bos, en een "hout" voor een hoogstammig bos. Deze hoogstammige bossen zijn typisch voor de zandgronden van de Hollandse kust. Aan de voorzijde van zo'n bos ontstond dus Voorhout, maar ook het nabijgelegen Noordwijkerhout verwijst naar de aanwezigheid van dit bos, even als Holland, dat van holtland komt, oftewel houtland.

### Oudste vindingen
Ver voor 988 hebben er echter ook al mensen geleefd in de streek die gevormd werd door de bewoonbare en begaanbare strandwal. Er zijn bijvoorbeeld enkele Romeinse munten gevonden - die naar schatting zo'n 2000 jaar oud zijn - en in 1907 werden er in de buurt van de Rijnsburgerweg achttien bronzen bijlen en één beitel gevonden. Deze werden geschat zo'n 3500 jaar oud te zijn en worden nu bewaard in het Rijksmuseum van Oudheden te Leiden.

### Middeleeuwen

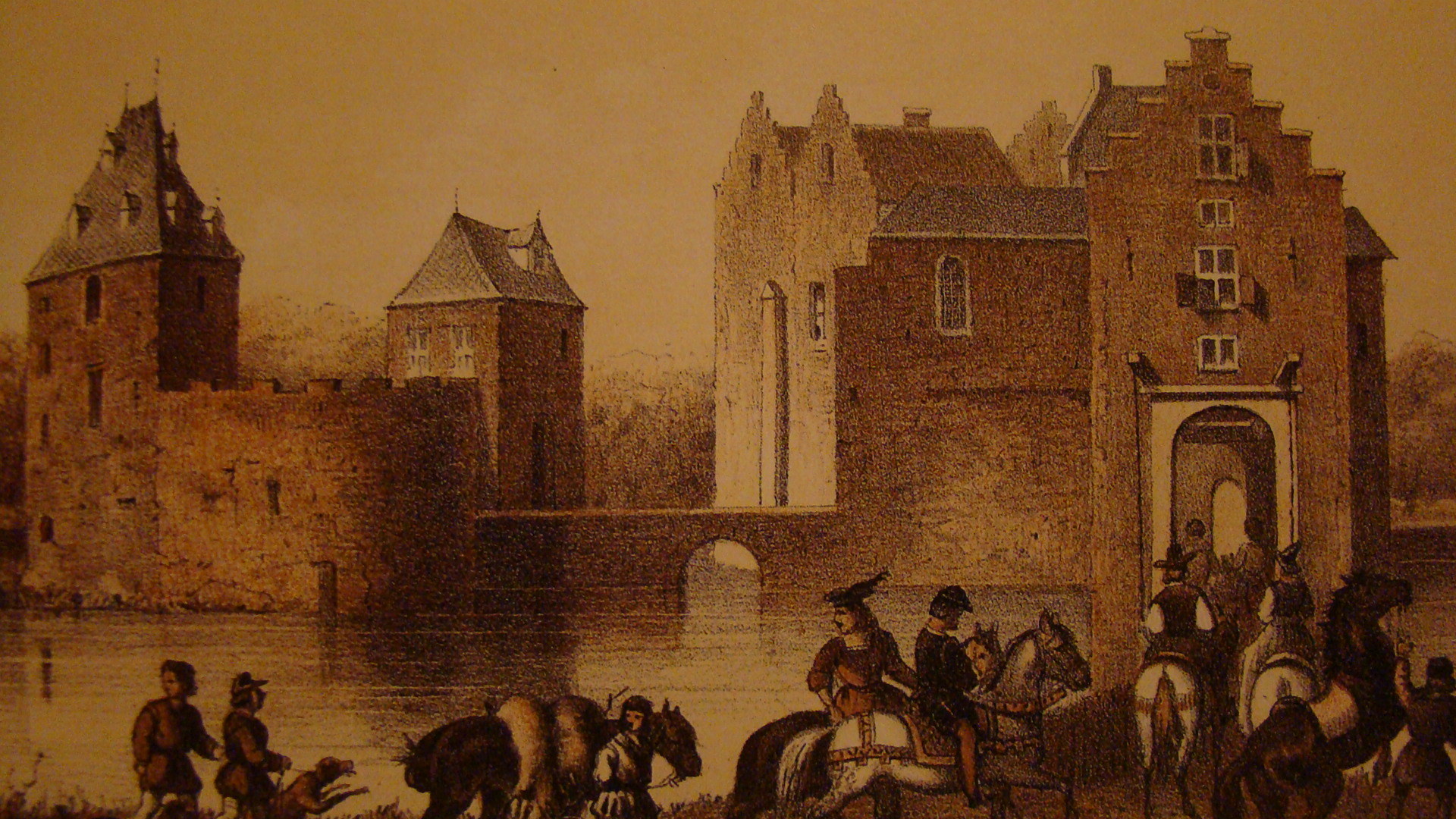
Een 19de-eeuwse afbeelding van een middeleeuws Slot Teylingen

Vanaf 1150 begonnen de edelen van Teylingen een voorname rol te spelen in de streek. Het Slot Teylingen werd een regelmatige verblijfplaats voor de Hollandse graven en gravinnen. De bekendste van deze is Jacoba van Beieren, die van 1417 tot 1433 gravin van Holland, Zeeland en Henegouwen was. Eeuwenlang blijft Voorhout echter met zijn bebouwing een speldenknop op de landkaart; in 1514 staan er maar 40 huizen in Voorhout.

### Moderne tijd
In 1657 werd de Leidsevaart gegraven, die van Haarlem naar Leiden loopt. Hierdoor begint Voorhout langzaam te groeien, vanwege deze goede locatie tussen twee steden. In 1842 wordt ook de spoorlijn Haarlem-Leiden geopend en Voorhout krijgt hier twee stations op. In 1900 heeft Voorhout zo'n 2000 inwoners. De meeste mensen verdienen hun geld met de bloembollen. Dit bleef zo tot de Tweede Wereldoorlog.

### Voorhout als groeiende woonkern
In 1960 wonen er ongeveer 5.000 mensen in Voorhout en in 1988 zijn dat er 9.360. Die groei wordt veroorzaakt door het ontstaan van de nieuwe woonwijk Oosthout aan de oostkant van het spoor. In 1997 krijgt Voorhout voor het eerst sinds 1944 weer een station. Door verdere nieuwbouw stijgt het aantal inwoners nog meer. Op 1 januari 2023 heeft Voorhout 17.280 inwoners en dit zal de komende jaren alleen nog maar verder stijgen vanwege de afronding van de nieuwe woonwijk Hooghkamer en de start van de woonwijk Nieuw Boekhorst.
Tegenwoordig is er nog maar een klein deel van de bevolking werkzaam in de bloembollenteelt. Het grootste deel van de mensen werkt niet meer in Voorhout.

### Gemeentelijke fusie
Op 1 januari 2006 fuseerden Warmond, Sassenheim en Voorhout in de nieuwe gemeente Teylingen, die per 22 november 2024 zo'n 38.470 inwoners heeft.

## Verkeer en vervoer
Voorhout ligt ongeveer een kilometer ten noorden van snelweg A44. Ten westen van het dorp ligt de N444, die de verbinding vormt tussen Warmond en Noordwijk.

### Randweg

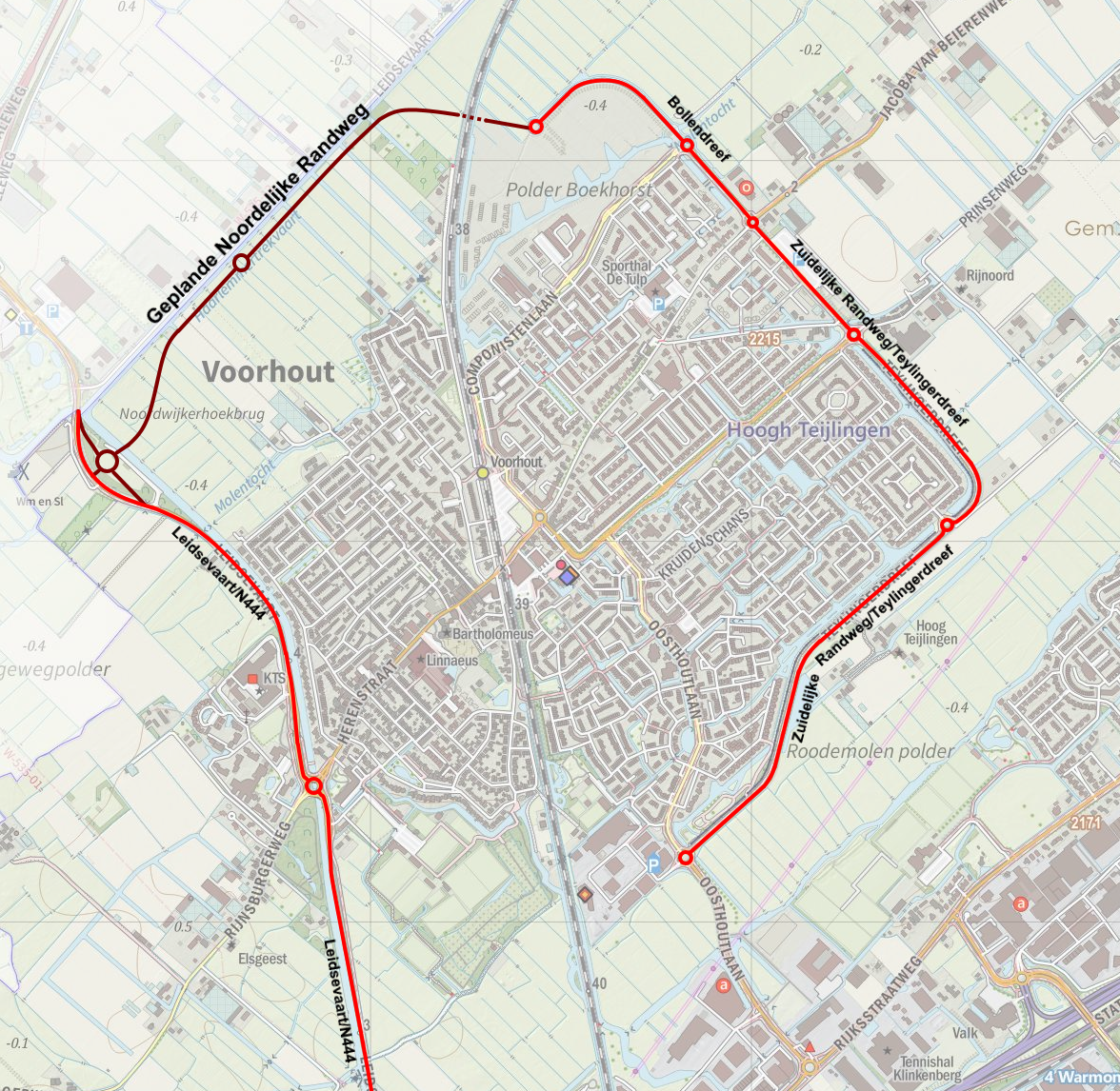
De randweg van Voorhout

Voorhout heeft een randweg, die wordt gevormd door de Teylingerdreef (of Zuidelijke Randweg) en de nieuwere Bollendreef in nieuwbouwwijk Hooghkamer. De Teylingerdreef vormt de zuidoostelijke grens van de nieuwbouwwijken Oosthout en Hoogh Teylingen en de oostgrens van het nieuwste nieuwbouwwijkje Engelse Tuin. Na het kruispunt met de Jacoba van Beierenweg begint de Bollendreef, die de noordgrens van de nieuwbouwwijk Hooghkamer vormt.
Tussen de laatste rotonde van de Bollendreef en de Leidsevaart (of N444) is vanaf 2020 begonnen met het aanleggen van de Noordelijke Randweg, die onder andere een groot deel van de verkeersdruk van de Oosthoutlaan moet overnemen en ook de deuren open zet voor het verkeersveiliger en winkelvriendelijker maken van de Herenstraat. Anno 2022 is dit deel voltooid en geopend.

### Openbaar vervoer
Voorhout heeft een spoorwegstation, die is gelegen aan de Oude Lijn. Dit station werd heropend in 1997, nadat het eerder gesloten was in 1942.

## Bekende Voorhouters

### Geboren in Voorhout
- Herman Boerhaave (1668-1738), medicus, botanicus, natuurkundige, scheikundige, filosoof, rector magnificus en hoogleraar
- Louk Verhees Jr. (1964), professionele bridger
- Chiara Tissen (1964), actrice en schrijfster
- Rob van Dijk (1969), voetballer
- Edwin van der Sar (1970), voetballer
- Django Warmerdam (1995), voetballer
- Stan van Bladeren (1997), voetballer
- Fleur Huisman (2005), voetbalster

### Woonachtig geweest in Voorhout
- Truus van Aalten (1910-1999), filmactrice en onderneemster
- Jacoba van Beieren (1401-1436), gravin van Holland en Henegouwen. Heeft enkele jaren in Slot Teylingen gewoond
- Frank van Borssele (1395-1470), stadhouder van Holland en Zeeland
- Adrianus Simonis (1931-2020), aartsbisschop van Utrecht, ex-metropoliet van de Nederlandse Kerkprovincie
- E.M. Uhlenbeck (1913-2003), taalkundige en indoloog
- Frank van den Broek (2000-heden), wielrenner en professor

## Sport

### Sportverenigingen
Voorhout heeft verenigingen voor badminton, zwemmen, basketbal, majorette- en twirling, hockey (MHC Voorhout), tennis, handbal en voetbal (VV Foreholte). Ook is er een scoutingsgroep aanwezig onder de naam Boerhaavegroep.

### Sporthallen
- Sporthal De Schans (2003-) Gelegen aan de Nijverheidsweg
- Sporthal De Tulp (2006-) Gelegen aan de Jacoba van Beierenweg.
- Sporthal De Gaasbak (1980-2006)
- Sporthal Linneuslaan (1969-2004)

## Scholen
Voorhout heeft zeven basisscholen en een school voor voortgezet onderwijs, te weten Teylingen College KTS.

## Kerken

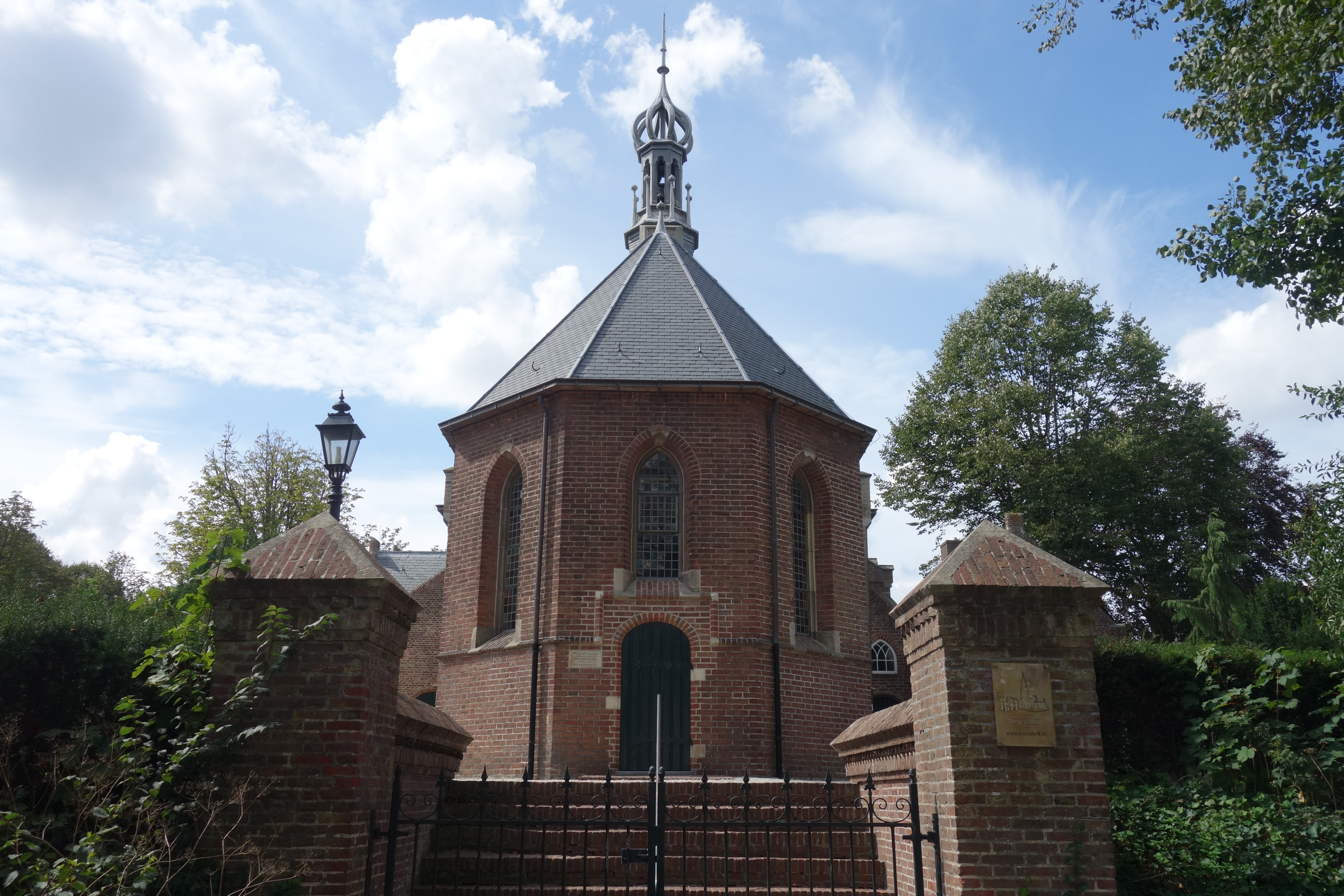
De Kleine Kerk

- Sint-Bartholomeuskerk, rooms-katholieke kerk uit 1882-1883.
- De Kleine Kerk, protestantse kerk uit de 14de eeuw.

## Wijken en buurten
Voorhout bestaat uit verschillende wijken, die officieel 'buurten' heten. Voor een volledig overzicht van alle wijken en buurten in Teylingen, zie wijken en buurten in Teylingen.
Statistische buurten van het CBS:
- Voorhout (Oude deel van het dorp aan westkant van spoor)
- Oosthout
- Hoogh Teylingen
- Toegangsweg
- 's-Gravendamseweg
- Verspreide huizen Voorhout

Buurten en bijbehorende bouwperiodes in de nieuwbouwwijken van Voorhout:
- Bloemenbuurt, Oosthout (1985-1992)
- Kruidenbuurt, Oosthout (1985-2000)
- Vissenbuurt, Hoogh Teylingen (1996-1998)
- Schoutenbuurt, Hoogh Teylingen (1986-2006)
- Componistenbuurt, Hoogh Teylingen (1995-2016)

Verder wordt er in het noorden van Voorhout sinds 2012 gebouwd aan nog een nieuwbouwwijk: Hooghkamer. Deze wijk bestaat uit de fases 'Lint' (deels onderdeel van de Componistenbuurt), 'Dorp', 'Park' en 'Singels'. In de wijk 'Nieuw Boekhorst' worden vanaf 2025 1300 woningen gebouwd.

## Fotogalerij

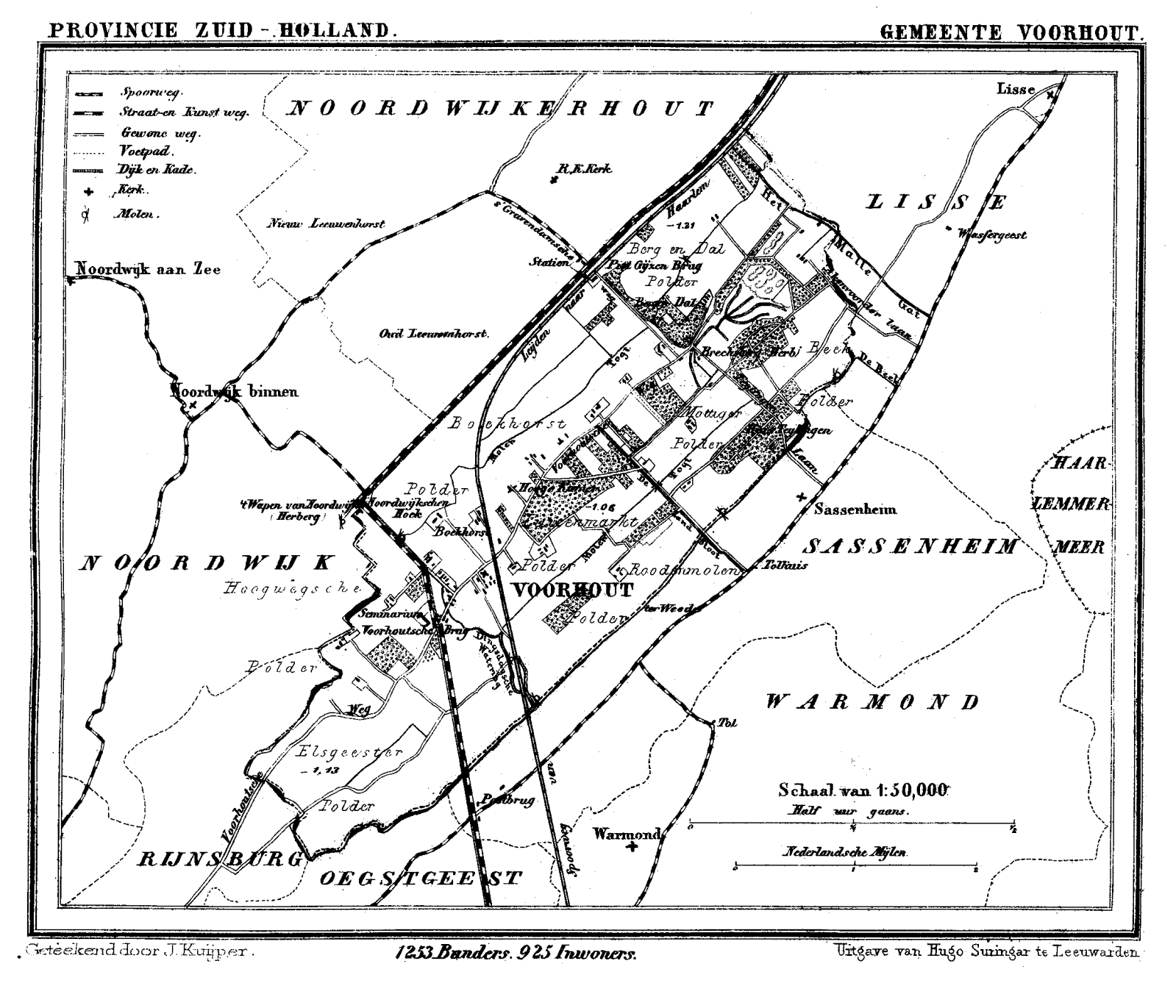
Voorhout in 1867
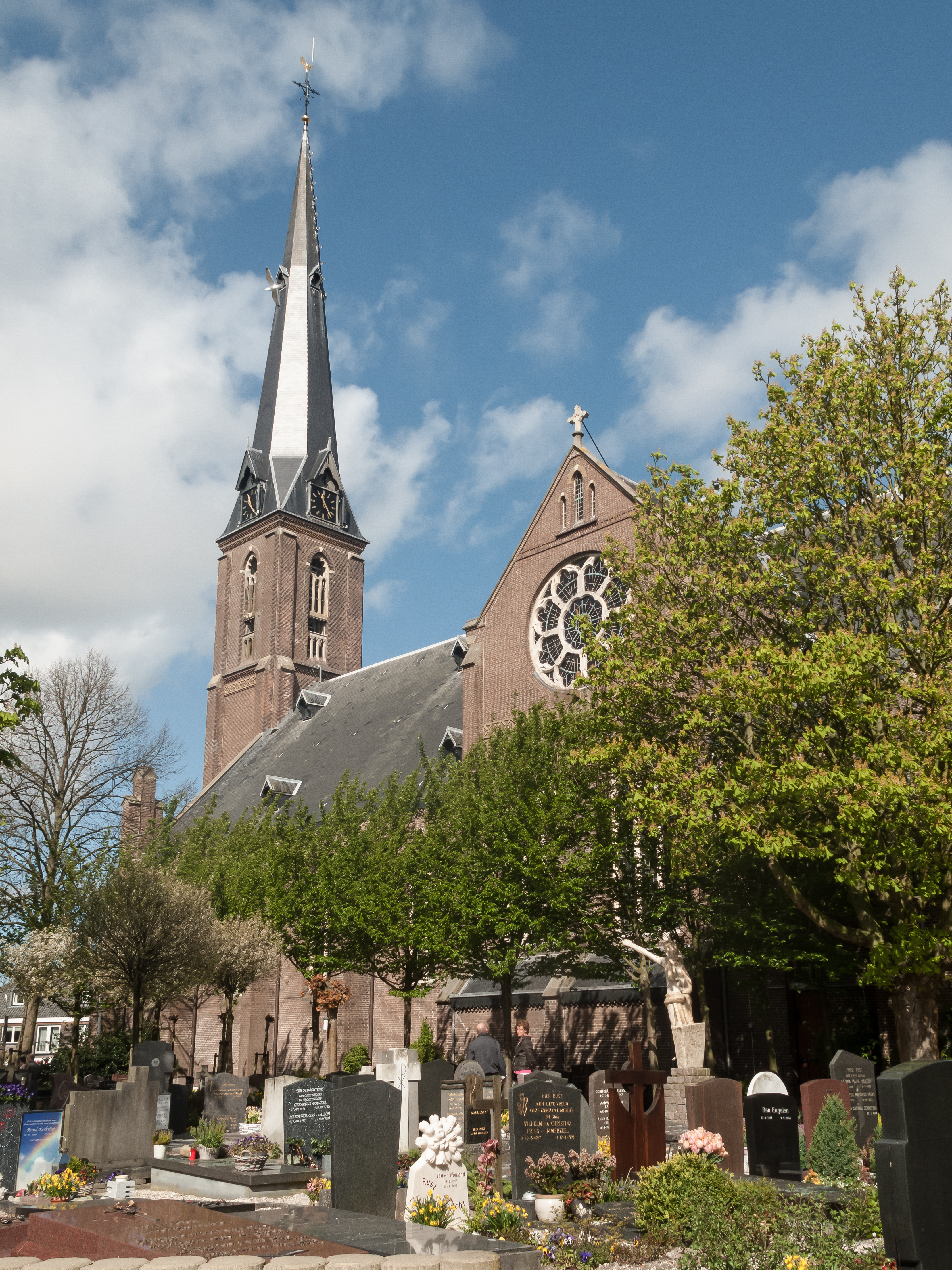
Sint-Bartholomeüskerk
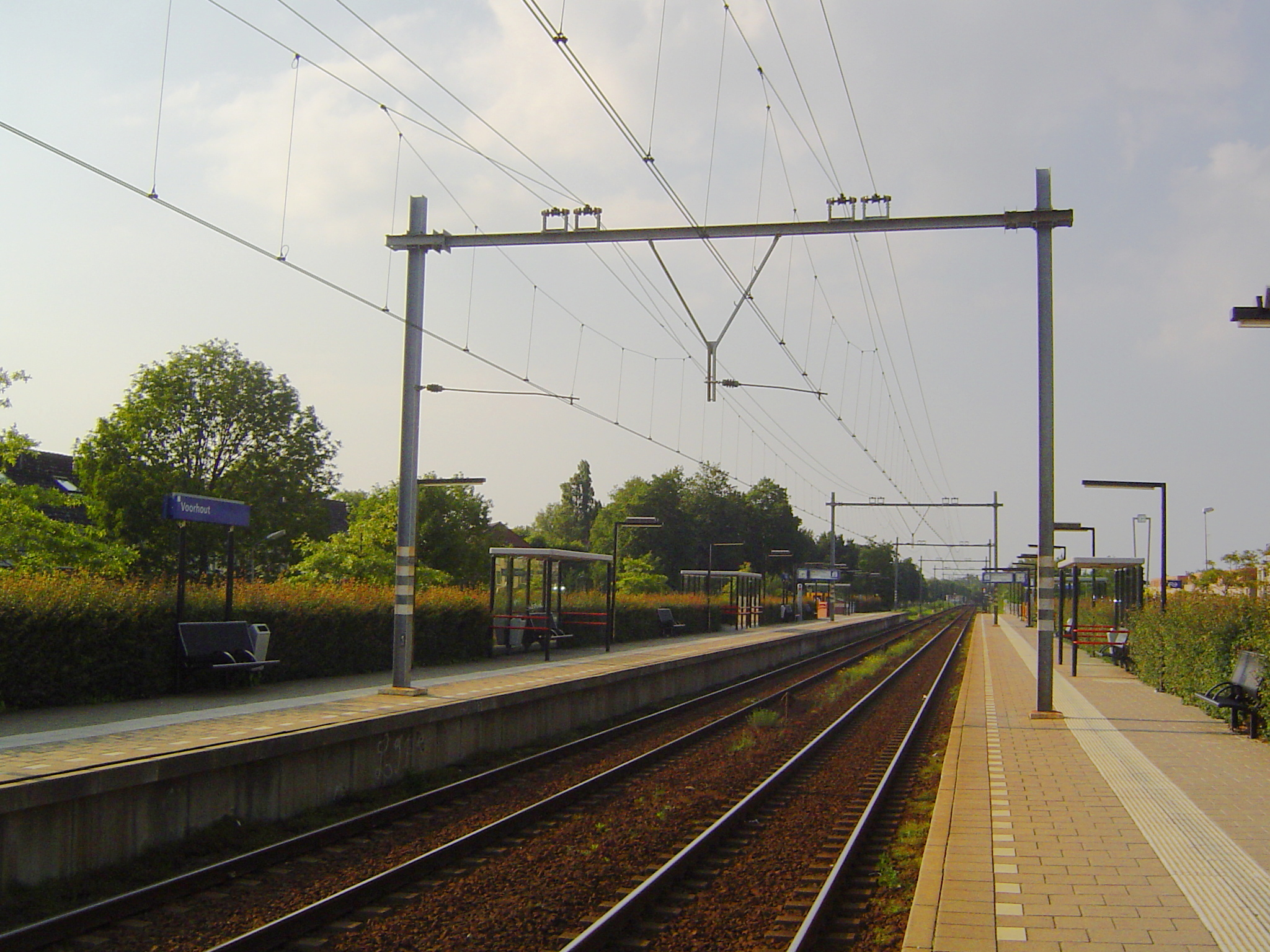
Het treinstation van Voorhout
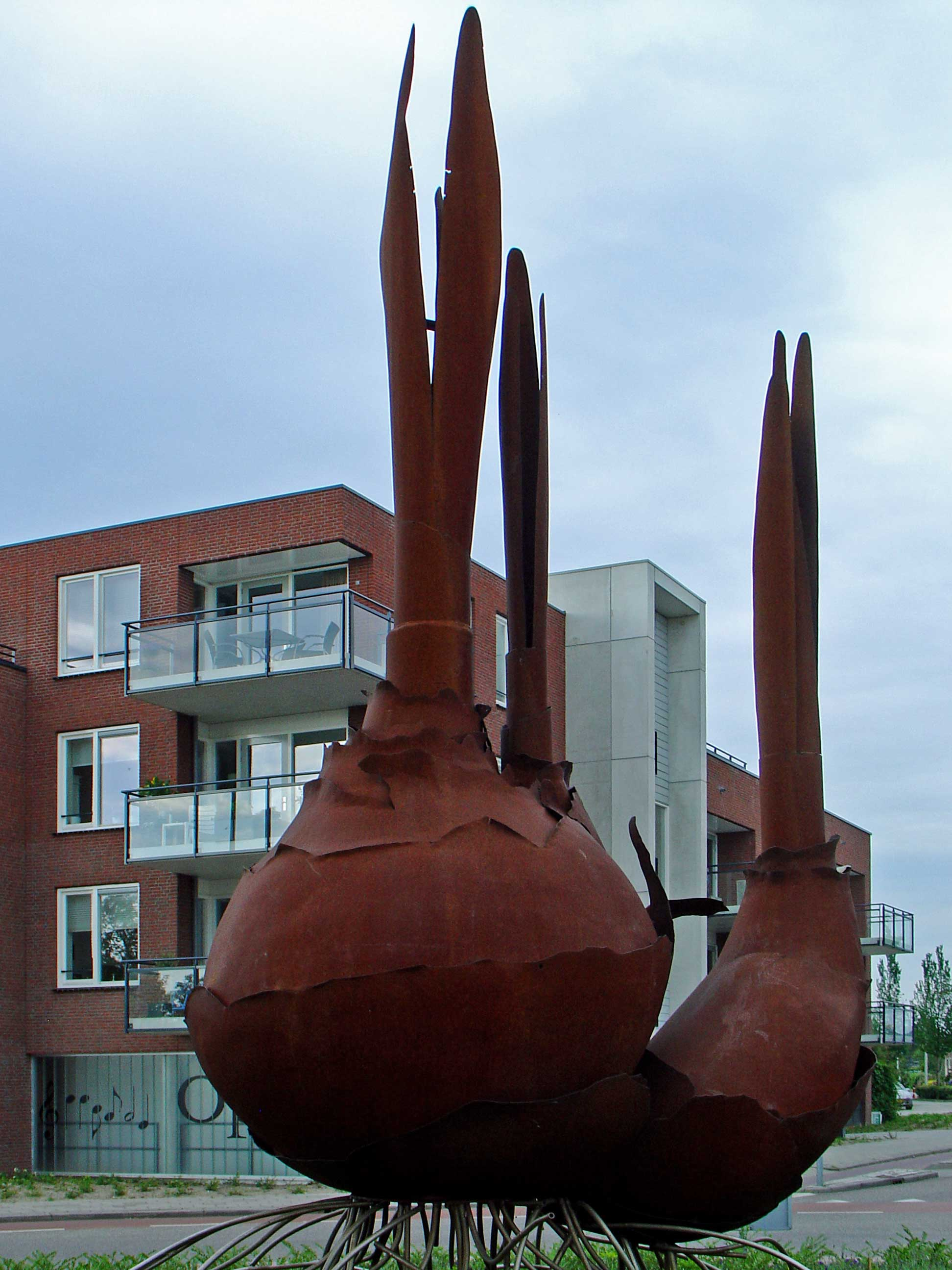
De narcisbol op de Jacoba van Beierenweg
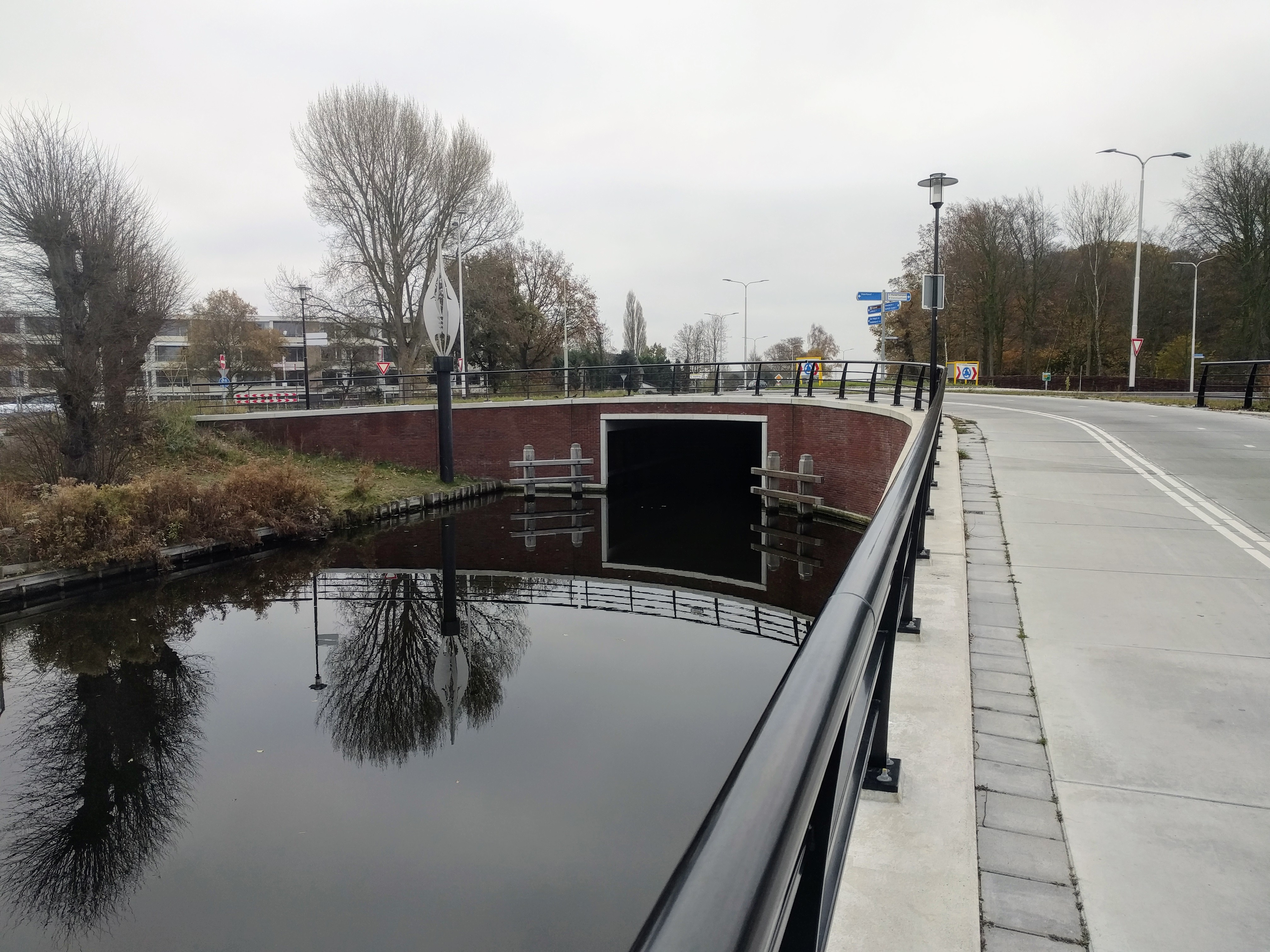
De nieuwe nagelbrug over de Leidsevaart
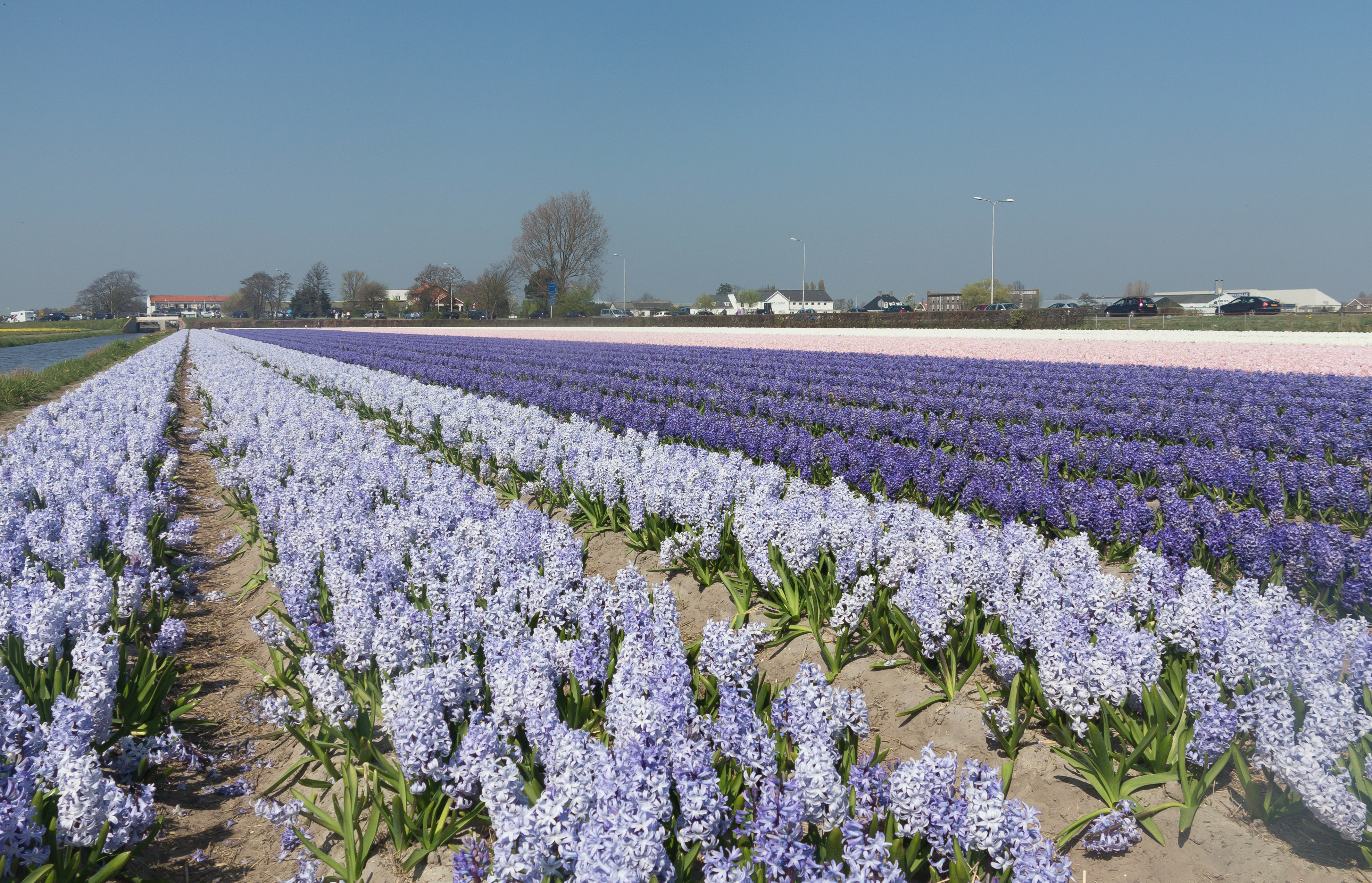
Veld met hyacinten
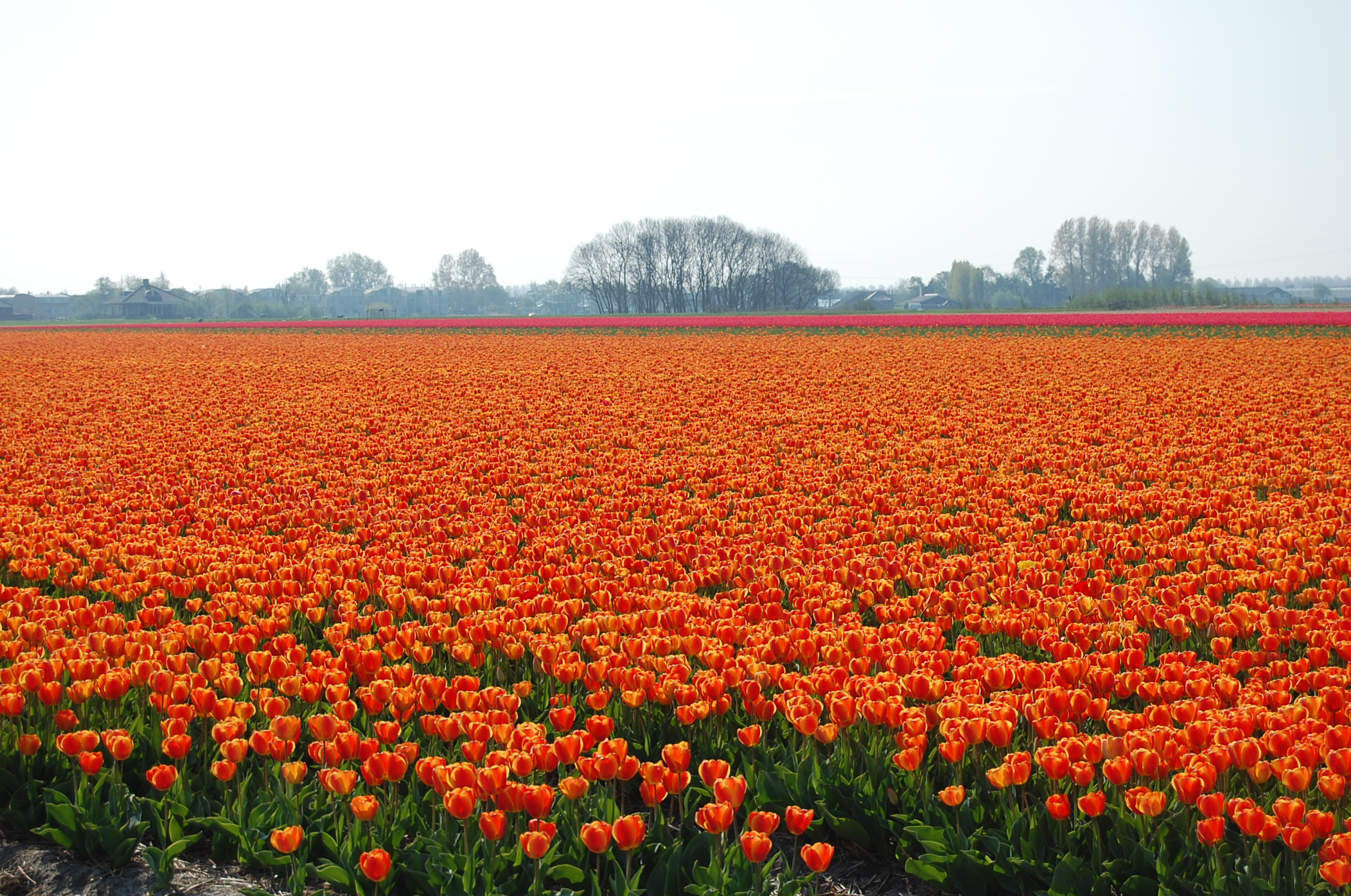
Bloemenveld buiten Voorhout
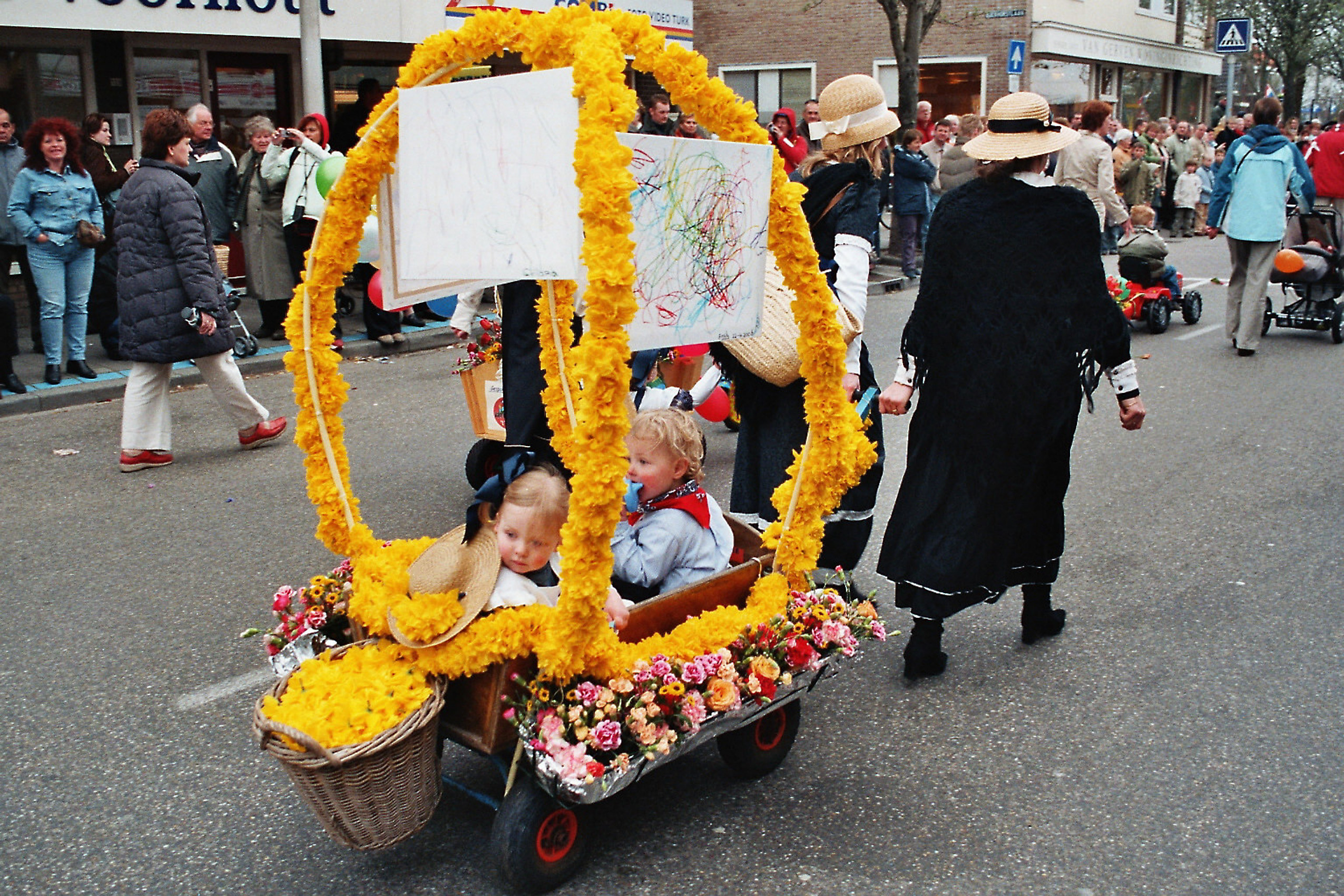
Bloemencorso in Voorhout

## Monumenten
In Voorhout staan verschillende rijksmonumenten, zoals:
- Slot Teylingen
- De Kleine Kerk
- De Sint-Bartholomeuskerk
- De molen Hoop doet leven
- Het Boerhaavehuis
- De boerderijen Noordhout, De Hooghkamer, Rijnoord en Klein Bouwlust
- Vele bollenschuren.

Zie ook:
- Lijst van rijksmonumenten in Voorhout
- Lijst van gemeentelijke monumenten in Voorhout

## Trivia
- Tijdens carnaval heet Voorhout Bokkendorp.
- Het grootste bos in Voorhout is Het Overbosch. Daarnaast is het Klein Overbosch aangelegd in 2022. Na 2025 wordt het Boekenburgerbos gerealiseerd.